# Microrhopala xerene
Microrhopala xerene es una especie de insecto coleóptero de la familia Chrysomelidae. Fue descrita en 1838 por Edward Newman. Mide 3 mm. Se alimenta de una docena de especies de Asteraceae. Se encuentra en Estados Unidos.